# انفجارهای کرمان
انفجارهای کرمان اشاره به دو انفجاری دارد که در تاریخ ۱۳ دی ۱۴۰۲ مصادف با چهارمین سالگرد ترور قاسم سلیمانی، دومین فرماندهٔ نیروی قدس سپاه پاسداران، در مسیر گلزار شهدای کرمان رخ داد. انفجار اول در ساعت ۱۴:۵۰ رخ داد که بر اثر آن ده‌ها نفر زخمی و تعدادی کشته شدند. در ساعت ۱۵:۱۷ در حالی که مردم و نیروهای امدادی در حال کمک به آسیب‌دیدگان و انتقال جانباختگان بودند، انفجار دوم با شدت بیشتری رخ داد.
نخست ادعا شد که انفجار از کپسول گاز به‌وجود آمده است اما بعد تکذیب شد. برخی منابع اظهار کردند که در ورودی گلزار شهدا دو کیف حاوی بمب وجود داشته و عوامل با استفاده از ریموت بمب‌ها را منفجر کرده‌اند. طبق اطلاعات اولیه بمب‌ها درون دو کیف قرار داشته‌اند. هر چند در دقایق اولیه پس از وقوع این حادثه، فرضیه عامل انتحاری توسط برخی رسانه‌های ایران مطرح شد ولی خبرگزاری ایرنا گزارش داد که مطابق بررسی‌های اولیه، دو بسته بمب‌گذاری شده با ریموت و کنترل از راه دور منفجر شده‌اند. خبرگزاری تسنیم، نزدیک به سپاه پاسداران هم مدعی شد که انفجار کیف‌های جاسازی‌شده کنترل‌شونده در داخل سطل زباله یا انفجار بخشی از یک دستگاه خودرو پژو به محض توقف در محل، عامل این حادثه بوده‌اند. در نهایت داعش با قبول مسئولیت در این حمله اعلام کرد که دو عضو انتحاری در این عملیات دست داشتند. وزارت خارجه آمریکا می‌گوید پیش از انفجارهای کرمان در مراسم سالگرد قاسم سلیمانی، در روز ۱۳ دی ماه، به ایران دربارهٔ خطر «حمله تروریستی» قریب‌الوقوع با ارائه جزئیاتی هشدار داده بود.
در آمار اولیه در این حمله‌ها ۲۱۱ نفر مصدوم شدند و ۱۰۳ نفر کشته شده‌اند و حال برخی از زخمی‌ها هم وخیم گزارش شده است. بعدها شمار کشته‌شده‌ها ۸۹ تن و شمار زخمی‌شده‌ها ۲۸۴ تن اعلام شد. گمان می‌رود بیشتر قربانیان در انفجار دوم کشته شده‌اند. نظام جمهوری اسلامی آن را حمله تروریستی معرفی می‌کند. این حادثه مرگبارترین حمله تروریستی در ایران معاصر پس از آتش‌سوزی سینما رکس آبادان (۱۳۵۷) محسوب می‌شود.
با وجود وقوع انفجارها در مراسم سالگرد کشته شدن سلیمانی در زادگاهش کرمان، مراسم‌هایی به مناسبت سالگرد کشته شدن او،   همان روز در مصلی تهران با حضور خانواده‌اش و همچنین مقام‌های جمهوری اسلامی از جمله ابراهیم رئیسی و اسماعیل قاآنی برگزار شد. بر اساس تصاویر منتشر شده، تعدادی از نمایندگان کشورها نیز در این مراسم حضور داشتند.در این مراسم، برخلاف روال معمول سال‌های قبل به دلیل برگزاری مراسم تهران، نه تنها فرزندان و بازماندگان سلیمانی از جمله زینب سلیمانی و نرجس سلیمانی حضور نداشتند بلکه هیچ‌یک از مقام‌های ارشد حکومتی، اعم از مقام‌های دولتی و فرماندهان نظامی هم که در سال‌های گذشته در آن شرکت می‌کردند، امسال از غایبان مراسم بودند.

## پیش‌زمینه
در ۱۳ دی ۱۳۹۸ مصادف با ۳ ژانویه ۲۰۲۰ میلادی، قاسم سلیمانی در عملیات آذرخش کبود به‌وسیلهٔ ارتش ایالات متحده آمریکا و به‌دستور رئیس‌جمهور وقت دونالد ترامپ در بغداد ترور شد. وی نفوذ قابل توجهی در ایران داشت و دومین شخصیت قدرتمند در کشور پس از رهبر سید علی خامنه‌ای شناخته می‌شد. سلیمانی مسئول نظارت بر ماموریت‌های مخفی و ارائه راهنمایی، بودجه، تسلیحات، اطلاعات و پشتیبانی لجستیکی به گروه‌هایی تحت نام «محور مقاومت» از جمله حماس و حزب‌الله لبنان بود.

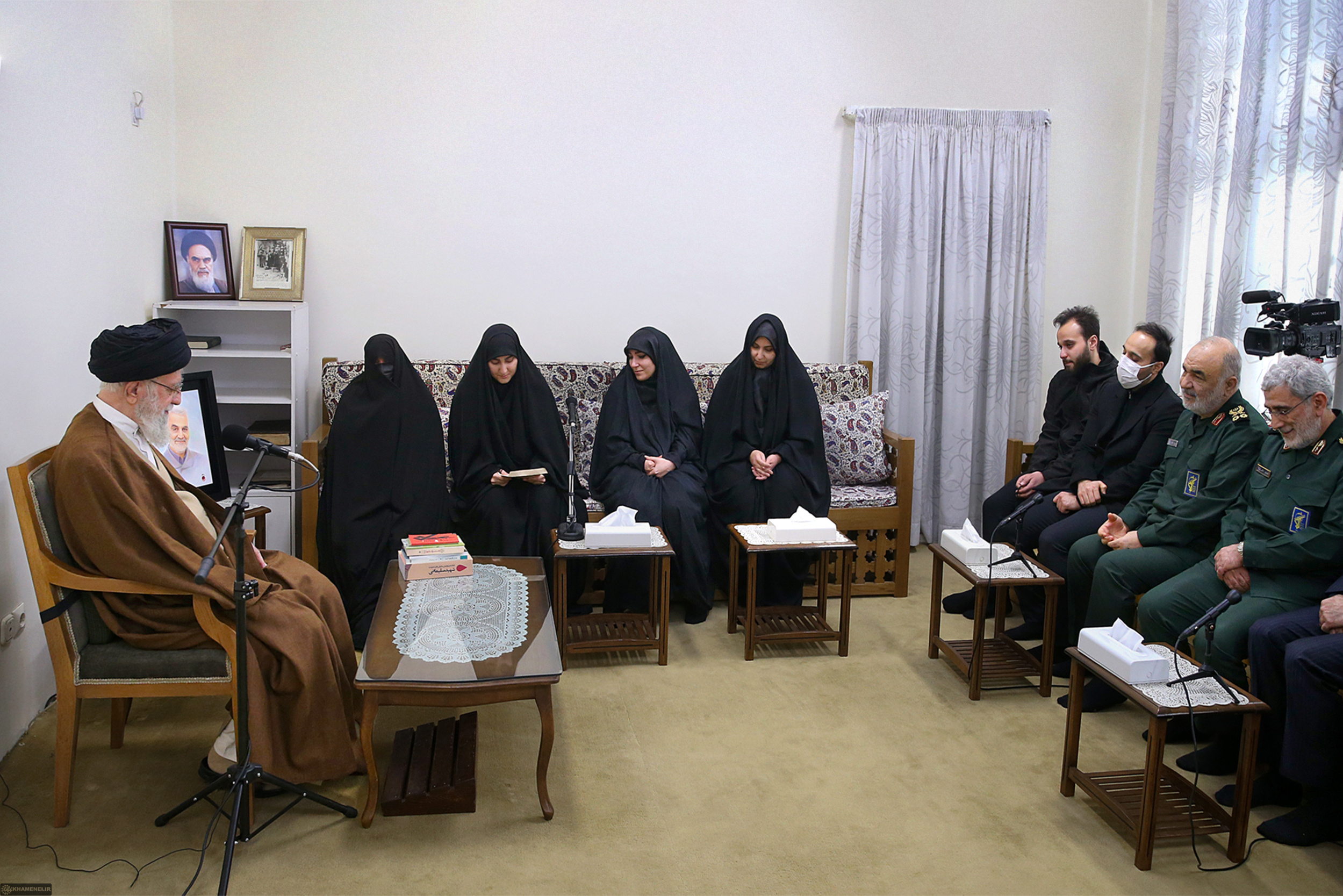
دیدار سید علی خامنه‌ای با خانواده قاسم سلیمانی دو روز پیش از بمب‌گذاری‌ها

در مراسم تشییع جنازه و خاکسپاری سلیمانی در کرمان در ۱۷ دی ۱۳۹۸، ازدحام جمعیت منجر به کشته شدن دست‌کم ۵۰ تن و مجروح شدن بیش از ۲۰۰ تن شد. حکومت ایران هر سال در آستانهٔ سال‌مرگ سلیمانی تبلیغات گسترده‌ای را در سراسر کشور آغاز می‌کند.
ایران برای مدت‌ها یکی از کشورهای نسبتاً امن در خاورمیانه به‌شمار می‌رفت و از لحاظ امنیتی نسبت به برخی از همسایگانش شرایط بهتری داشت. این حمله در بحبوحه تشدید تنش‌ها در خاورمیانه پس از جنگ ۲۰۲۳ اسرائیل و حماس و درگیری‌های آن رخ داد. یک روز قبل از این انفجار، یک حمله پهپادی اسرائیل در لبنان، صالح العاروری، معاون رهبر حماس را کشت. در سال‌های اخیر، داعش و دیگر گروه‌های تندرو سنی حملات مشابهی را در ایران انجام داده‌اند، در حالی که اسرائیل ترورهای هدفمند و حملات دیگری را در ارتباط با برنامه هسته‌ای ایران انجام داده است، اگرچه کرمان قبلاً هدف این حوادث نبوده است. داعش، که یک سازمان مسلمان است که مسلمانان شیعه و همچنین اهل سنت مخالف عقیده خود را مرتد و کشتن آن‌ها را تکلیف خود می‌داند. ایران نیز یک کشور بعضاً شیعه است که توسط یک حکومت دین‌سالار که روحانیان شیعه در آن در صدر کار قرار دارند، اداره می‌شود. داعش، ایران را یک دشمن فرقه‌ای آشتی‌ناپذیر می‌داند که همراه با ائتلاف به رهبری آمریکا، در شکست دادن این گروه در سوریه و عراق دست داشته است. قاسم سلیمانی، شبکه‌ای از شبه‌نظامیان شیعه را در آنجا ایجاد کرد تا این گروه را عقب براند و تلاش‌های بشار اسد، رئیس‌جمهور سوریه، برای جنگ با آن را تقویت کرد. داعش خراسان که در افغانستان فعال است، مسئولیت حملات متعددی در ایران را پذیرفته و ایران را با عنوان شرک و ارتداد، مورد تهدید قرار داده است.

## شرح حادثه

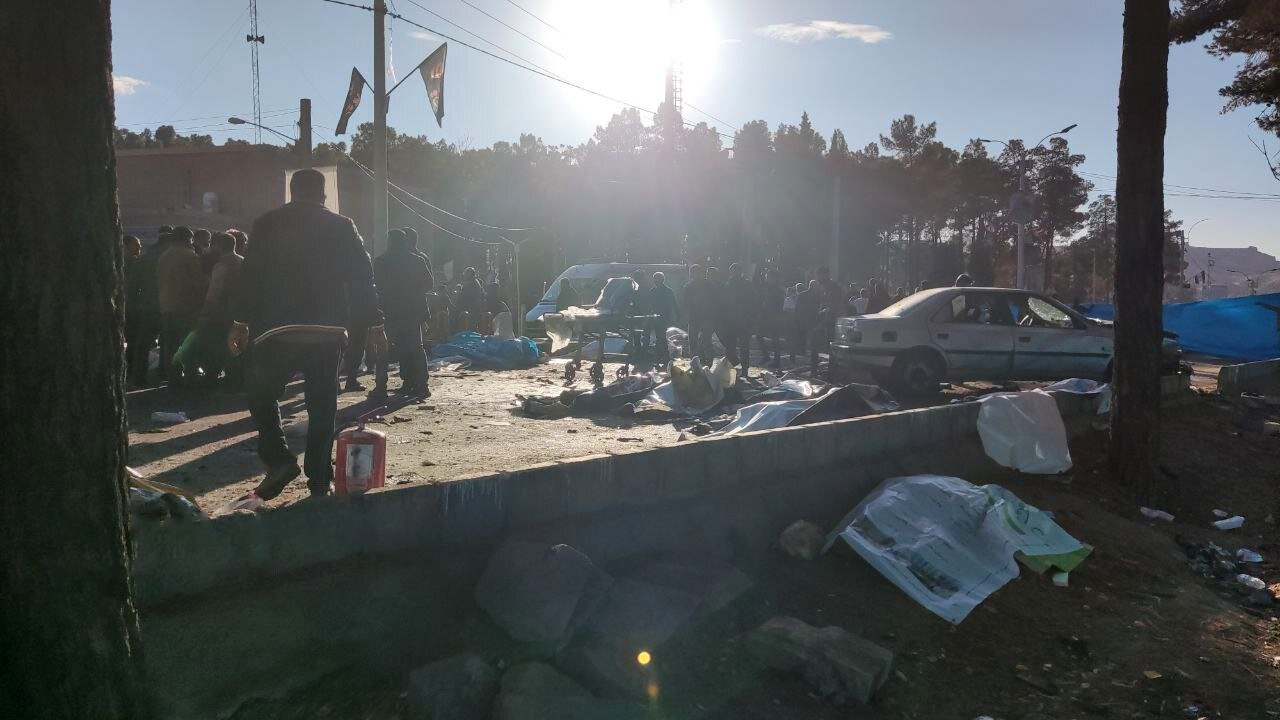
محل انفجار در گلزار شهدای کرمان

در ۱۳ دی ۱۴۰۲ مصادف با چهارمین سالگرد ترور قاسم سلیمانی دو انفجار در مسیر گلزار شهدای کرمان رخ داد. در اخبار اولیه اعلام شد که انفجار نخست در ۸۰۰ متری (۸۷۶ متری) محل دفن قاسم سلیمانی رخ داده و بمب در یک کیف دستی در خودروی پژو ۴۰۵ جاسازی شده است. انفجار دوم در پارکینگی به نام امام رضا که حدود ۱ کیلومتر (۱٫۸ کیلومتر) با محل دفن او و خارج از گیت‌های بازرسی بوده است، حادث شد. این انفجار در ابتدای مسیر موکب‌های منتهی به گلزار شهدا (مقابل مسجد فروزی) بود و سپس بمب بعدی در محل ورودی به سمت محدوده مسجد صاحب الزمان (تخت دریا قلی‌بیگ) منفجر شده که در هر دو انفجار جمعیت زیادی حضور داشتند.
اما در بیانیه داعش اعلام شد که هر دو انفجار انتحاری بوده و دو نفر از اعضای داعش به‌صورت انتحاری نسبت به این عمل اقدام کرده‌اند. به‌گفته سعید شعرباف، شهردار کرمان، دو انفجار به فاصله ۱۰ دقیقه رخ داده است. انفجار اول در ساعت ۱۴:۵۰ رخ داد که بر اثر آن ده‌ها نفر زخمی و تعدادی کشته شدند. در ساعت ۱۵:۱۷ در حالی که مردم و نیروهای امدادی در حال کمک به آسیب‌دیدگان و انتقال جانباختگان بودند، انفجار دوم با شدت بیشتری رخ داد.
صدا و سیمای ایران در این مراسم امدادگران هلال احمر را در حال کمک به مجروحان نشان داد. چندین خبرگزاری ایرانی از تعداد بیشتری از مجروحان خبر دادند. رئیس هلال احمر استان اظهار داشت: تیم‌های واکنش سریع آنها در حال تخلیه مجروحان هستند، اما به دلیل موج ازدحام جمعیت که مسیرها را مسدود می‌کنند، با چالش مواجه شده‌اند.بیمارستان‌های کرمان و مناطق اطراف آن برای مداوای قربانیان در حالت آماده‌باش قرار گرفتند. تعدادی از هواپیماهای نیروی هوایی ارتش با امکانات پزشکی و کادر درمان در اختیار اورژانس کرمان قرارگرفتند. عصر بعد از انفجار، جمعیتی در گورستان گلزار شهدا تجمع کردند و شعارهای «مرگ بر اسرائیل» و «مرگ بر آمریکا» سر دادند.
روز بعد همشهری آنلاین خبر از شنیده شدن صدای تیراندازی در کرمان داد اما فرمانده سپاه استان کرمان این خبر را تکذیب و اعلام کرد سالگرد سلیمانی در حال برگزاری است.

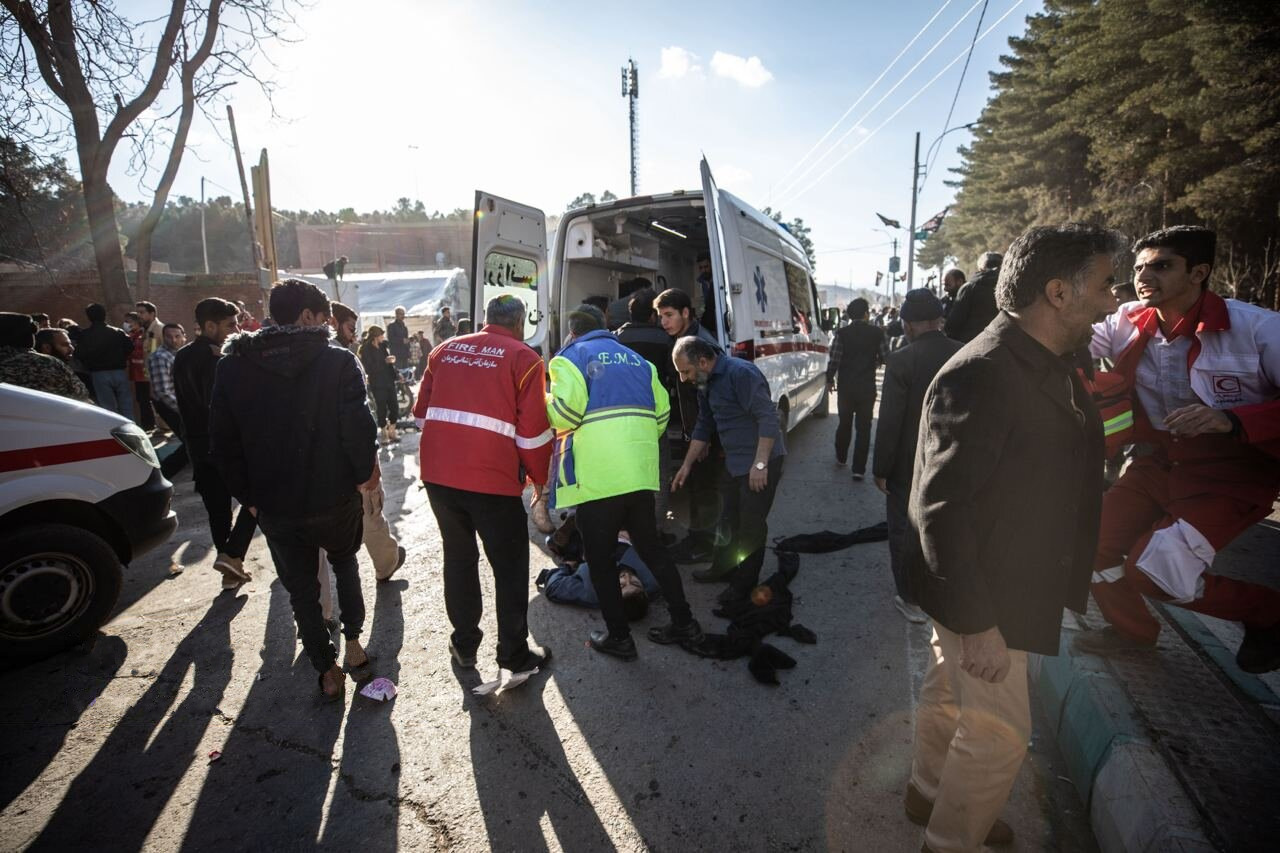
امدادرسانی به مجروحان پس از انفجار بمب‌ها

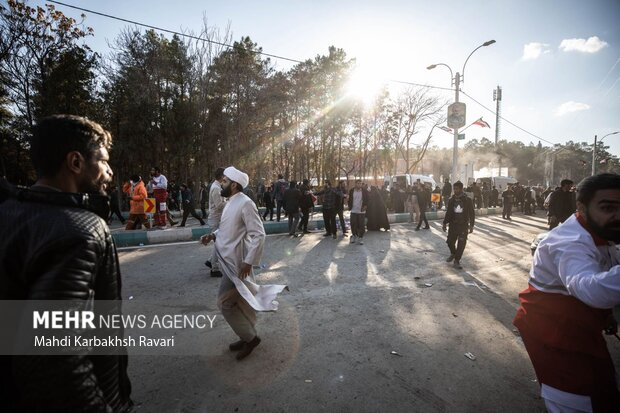
محل انفجار در گلزار شهدای کرمان

### امنیت مراسم
در پی این رخداد مرگ‌بار، افکار عمومی و برخی رسانه‌ها، مقام‌های جمهوری اسلامی را به دلیل شکست در تأمین امنیت کشور مورد انتقاد دادند.
احمد وحیدی، وزیر کشور دولت ابراهیم رئیسی روز چهارشنبه ۲۷ دی گفت امنیت مراسم سالگرد قاسم سلیمانی در کرمان «بالا» بود و «همه پیش‌بینی‌های لازم» انجام شده بود. علی خامنه‌ای، رهبر جمهوری اسلامی در پاسخ به انتقادات مطرح شده از حکومت به دلیل ناتوانی در تأمین امنیت مراسم سالمرگ قاسم سلیمانی، از عملکرد دستگاه‌های امنیتی دفاع کرد و گفت: «میزان خنثی‌سازی توطئه‌ها ده‌ها برابر چیزی است که اتفاق می‌افتد.»

## تلفات
انفجارهای کرمان تا چندین ماه پس از وقوع همچنان کشته می‌گرفت؛ زیرا به‌دلیل آلودگی ساچمه‌های درون جلیقهٔ انتحاری عاملان حادثه، مجروحان حادثه دچار عفونت شدید داخلی و نهایتاً مرگ می‌شدند.

### کشته و مجروح
روابط عمومی سازمان اورژانس در روز نخست گفت ۱۷۱ مصدوم به بیمارستان فرستاده شدند و ۱۰۳ نفر هم درگذشتند. پس از آن سخنگوی اورژانس کرمان اعلام کرد: «تعداد شهدای حادثه تروریستی در کرمان تاکنون به ۱۰۳ تن و زخمی‌ها به ۲۱۱ نفر رسیده است، که حال برخی از مصدومان وخیم است و احتمال افزایش آمار شهدا وجود دارد.» سپس استاندار کرمان تصریح کرد که شمار دقیق کشته‌شده‌ها، ۹۵ نفر بوده است. روز بعد طبق آمار پزشکی قانونی اعلام شد که ۸۴ تن کشته و ۲۸۴ تن مصدوم شدند.
روابط عمومی هلال احمر از کشته شدن یک امدادگر که برای کمک رسانی به مصدومان حادثه تروریستی به محل اعزام شده بودند، در انفجار دوم خبر داد. همچنین ۳ امدادگر دیگر در این حادثه مجروح شدند. طبق گزارش خبرگزاری‌ها، چهار تن از نیروهای پلیس در پی این حادثه کشته شدند.
به‌گفتهٔ احمد وحیدی، کشته و زخمی شدن اکثر افراد به‌دلیل اصابت ساچمه‌ها و ترکش‌های انفجار بود و برخی دچار موج‌گرفتگی شدند.
در جریان انفجارهای کرمان یک معلم و بیش از ۲۰ دانش‌آموز کشته شده‌اند، همچنین بنا بر اعلام اداره کل اتباع و مهاجرین خارجی استان کرمان ۱۲ تن از کشته‌شدگان از اتباع افغانستانی بودند. با مرگ یک دانش‌آموز ۱۲ ساله اهل افغانستان به نام نازنین آچک زهی، که در جریان این حادثه به شدت مجروح شده بود؛ تعداد کشته‌شدگان اتباع افغانستانی این حادثه به ۱۳ تن افزایش یافت.
اعضای بدن فاطمه دهقان و سید میثم حسینی رئیس اداره انجمن اولیا و مربیان اداره کل آموزش و پرورش استان کرمان که در جریان این حادثه دچار مرگ مغزی شده بودند به بیماران نیازمند اهدا شد. همچنین کبد و کلیه‌های محمدعلی ضیاء الدینی سرهنگ دوم پلیس راهور کرمان که حین مأموریت در این حادثه از ناحیه سر به شدت دچار آسیب شده و در کما بود؛ به بیماران نیازمند اهدا شد.
نوجوانی که آخرین مجروح حملات انتحاری کرمان بود، در اردیبهشت‌ماه ۱۴۰۳ بر اثر شدت جراحات جان باخت و شمار کشته‌های دو انفجار به ۹۷ نفر رسید.

## مرتکبان
نخست گروه یا سازمانی مسئولیت انفجارهای کرمان را برعهده نگرفت. در اطلاعیهٔ شورای عالی امنیت ملی اعلام شد که دستگاه‌های اطلاعاتی سرنخ‌های به دست آمده از این «عملیات تروریستی» را با سرعت پیگیری و عاملان آن را شناسایی و معرفی کنند. محمود صادقی در بیانیه‌ای احمد وحیدی را به «بی‌کفایتی امنیتی» متهم کرد، خواهان عذرخواهی او شد و نوشت: «مسئولان امنیتی و انتظامی که دوربین‌های مجهز به تشخیص هویتشان روی زنان و دختران زوم شده، باید پاسخ دهند که چگونه جلوی دید هزاران چشم و دوربین قادر به شناسایی این تروریست‌ها نبودند». در ۱۵ دی، دادستان کل از دادستانی‌های سراسر کشور خواست تا با کسانی که در رسانه‌ای اجتماعی «محتوای کذب و خلاف قانون و دارای وصف مجرمانه» منتشر کرده‌اند، «با قاطعیت» برخورد شود.
رئیس‌جمهور ایران، ابراهیم رئیسی، قبل از پذیرفتن مسئولیت داعش، اسرائیل را مسئول این حمله دانست و به «رژیم صهیونیستی» هشدار داد که «بهای این جنایت و جنایات دیگر را خواهد پرداخت». محمد مخبر معاون رئیس‌جمهور و محسن رضایی عضو مجمع تشخیص مصلحت نظام اسرائیل را مسئول این انفجارها دانستند. پس از این اظهارات سخنگوی وزارت خارجه آمریکا در نخستین نشست خبری خود در سال جدید میلادی ۲۰۲۴ گفت هیچ دلیلی وجود ندارد که باور کنیم اسرائیل در این انفجارها دست داشته است. وال‌استریت ژورنال به نقل از منابع آگاه گزارش داد اسرائیل به متحدان خود اعلام کرده در انفجارها نقش نداشته است. این منابع آگاه گفتند: «چگونگی بمب‌گذاری در انفجار کرمان با الگوی حمله‌های اسرائیل که بر هدف‌گیری دقیق افراد و زیرساخت‌ها تمرکز دارند، همخوانی ندارد.»
بر اساس گزارش‌های سی‌ان‌ان، تحلیلگران و یک مقام رسمی ایالات متحده حدس زدند که این انفجار دارای نشانه‌های یک حمله تروریستی است و مشابه حملاتی که در گذشته توسط داعش انجام شده، است. طبق گزارش‌های ان‌بی‌سی نیوز، چهار مقام فعلی و سابق آمریکایی باور نداشتند که اسرائیل پشت این حمله بوده است، با این‌که دو نفر از آن مقام‌ها گفته بودند که ایالات متحده هم مسئولیتی ندارد. رابرت مکر، سفیر سابق بریتانیا در ایران، به بی‌بی‌سی گفت که مشخص نیست چه کسی پشت بمب‌گذاری‌ها است. وزارت امور خارجه ایالات متحده، از طریق سخنگوی خود مَت میلر، بیان داشت که «دلیلی ندارد باور کند که اسرائیل درگیر بوده است.» همچنین اظهارات مبنی بر دخالت ایالات متحده را رد کرد و چنین اتهاماتی را «مضحک» خواند و هم‌دردی خود را نسبت به قربانیان ابراز داشت.
در ۱۵ دی ۱۴۰۲، مراسم تشییع و خاکسپاری کشته‌شدگان برگزار شد و احمد وحیدی اعلام کرد که شماری از افراد وابسته با این حادثه دستگیر شدند. وزارت اطلاعات ایران در بیانیه‌ای رسمی اعلام کرد که یکی از دو متهم معدوم، تاجیکستانی بوده ولی از هویت متهم دیگر هنوز اطلاعی در دست ندارد. همچنین این وزارتخانه دستگیری ۱۱ نفر در ۶ استان ایران در رابطه با پشتیبانی این عملیات را اعلام کرد. علی توکلی، رئیس سازمان قضائی نیروهای مسلح کرمان، ۱۶ دی در جمع خبرنگاران گفت: «خبرهایی از تهدیدات دشمن داشتیم و قبلاً تعداد ۱۶ بمب آماده انفجار در کرمان کشف شد که مخصوص گلزار شهدا و مرقد قاسم سلیمانی ساخته شده بود.» مهدی بخشی، دادستان کرمان نیز شامگاه شنبه در گفت‌وگوی ویژه خبری از شبکه استانی کرمان گفته بود که «۱۶ بمب در استان کرمان کشف شده بود که قدرت انفجار هر کدام از آنها از این جلیقه‌های عامل انتحاری بیشتر بود.»

### داعش
یک روز پس از حادثه، داعش مسئولیت این حمله را به‌عهده گرفت. طبق بیانیه‌ای که این گروه در کانال‌های تلگرامی وابسته به خود منتشر کرد، انفجارها توسط دو عامل انتحاری انجام گرفته است. داعش در بیانیه خود نوشت: دیروز در بخشی از غزوه «و هر کجا یافتید بکشید» دو برادر «عمر موحد» و «سیف‌الله مجاهد» در «۲ عملیات شهادت طلبانه» به سوی تجمع بزرگ شیعیان مشرک در کنار مزار رهبر کشته شده خود «قاسم سلیمانی» در شهر کرمان در جنوب ایران رفته و کمربندهای انفجاری خود را در میان جمعیت منفجر کردند که بیش از ۳۰۰ نفر «رافضی مشرک» را کشت یا زخمی کرد. ادعاهای داعش نسبت به مسئولیت در حمله در تضاد با گزارش‌های ابتدایی رسانه‌های ایرانی است که بمب‌ها در دو کیف جاسازی شده و از راه دور منفجر شدند.
با وجود ادعاهای داعش مبنی بر مسئولیت این حملات، مقامات ایرانی همچنان آمریکا و اسرائیل را به درگیری در این حملات متهم می‌کنند، و حسین سلامی فرمانده کل سپاه پاسداران می‌گوید این گروه «ناپدید شده‌اند» و اعضای آن تنها به عنوان «مزدور» برای منافع آمریکا و اسرائیل عمل می‌کنند.
وزارت اطلاعات ایران، ۱۵ دی اعلام کرد «۱۲ نفر» از عوامل انفجار را در «شش استان» ایران بازداشت کرده است و در بیانیه‌ای افراد بازداشت‌شده را «تروریست داعشی» خواند. همچنین اعلام کرد که یکی از عاملان این حمله انتحاری، اهل کشور تاجیکستان بوده است. یک روز بعد خبرگزاری رویترز به نقل از دو منبع اطلاعاتی آمریکایی گزارش کرد رهگیری‌های ارتباطی جمع‌آوری‌شده توسط ایالات متحده تأیید می‌کند که شاخه داعش مستقر در افغانستان، موسوم به داعش خراسان، عامل انفجارها است.
در مقاله‌ای به تاریخ ۲۵ ژانویه ۲۰۲۴، روزنامه وال‌استریت ژورنال گزارش داد که ایالات متحده پیش از انفجارها به ایران در مورد حمله داعش هشدار داده بود و مقامات آمریکایی اعلام کردند که این اطلاعات به‌موقع اعلام شده و جزئیات کافی در مورد مکان برای خنثی‌سازی یا کاهش تأثیرات منفی بمباران‌ها را دارد.

## واکنش‌های داخلی

### افراد و رسانه‌ها
زینب سلیمانی دختر قاسم سلیمانی گفت: «دشمنان بدانند که این شهادت‌ها به مردم ما انگیزه می‌دهد و خون آنها بیشتر می‌جوشد، مردم ما قدر این شهادت‌ها را می‌دانند و به جای انفعال، بیشتر وارد میدان می‌شوند.» نرجس سلیمانی دیگر دختر سلیمانی در خصوص کشته‌شدگان گفت: «خون بی‌گناهان در حادثه تروریستی کرمان درخت انقلاب را تنومندتر می‌کند».
تشکل‌های صنفی فرهنگیان ایران در بیانیه‌ای نوشت که رسانه‌ها قبل از برگزاری مراسم خبر داده بودند «اردوهای دانش‌آموزی با عنوان زائر بهشت در کرمان» برگزار می‌شود. بر اساس این بیانیه، دو روز قبل از انفجارها در سالگرد کشته شدن قاسم سلیمانی نیز اداره‌کل آموزش و پرورش این استان از تعطیلی همه مدارس در همه مقاطع این استان «در روز سالگرد» خبر داده بود. کانال شورای هماهنگی تشکل‌های صنفی فرهنگیان ایران با تکیه بر مستندات به دست آمده نوشت: «حضور اکثر دانش‌آموزان جان‌باخته با برنامه‌ریزی مدارس و وزارت آموزش و پرورش و بدون حضور اولیای آنان انجام شده است.» این تشکل صنفی، دانش‌آموزان کرمانی را «قربانی سیاست‌های تبلیغاتی آموزش و پرورش» توصیف کرد.
مسیح علی‌نژاد، از مخالفان حکومت ایران در عین محکوم کردن «هر اقدام تروریستی»، این انفجارها را با اشاره به سانحه هواپیمای اوکراینی «صحنه‌سازی حکومت برای مظلوم‌نمایی» خواند و نوشت: «مقصر اصلی کشتار مردم در مراسم قاسم سلیمانی خود خامنه‌ای است و جمهوری اسلامی که فرزندان سلیمانی قاتل را از مراسم خونبار او دور نگه داشت.»
رضا پهلوی ساعاتی پس از پذیرفتن مسئولیت انفجارهای کرمان از سوی گروه حکومت اسلامی، به این حادثه واکنش نشان داد و گفت که «داعش و جمهوری اسلامی دو روی سکه تروریسم بنیادگرایانهٔ اسلامی هستند.» او خاطر نشان کرد که «جمهوری اسلامی حتی برای حامیانش نیز ماشین مرگ و فلاکت است.»
مولوی عبدالحمید، امام‌جمعه اهل سنت زاهدان، با صدور بیانیه‌ای انفجار در مراسم سالگرد قاسم سلیمانی در کرمان را «تکان‌دهنده» خواند و «به شدت» محکوم کرد.
محمد خاتمی، انفجارها در مراسم سالگرد قاسم سلیمانی در کرمان را به شدت محکوم کرد و خواستار پیگیری سریع و همه‌جانبه این حمله شد. این چهره اصلاح‌طلب تأکید کرد اهداف و علل این حمله باید شناسایی شده و عوامل آن معرفی شوند.
سید علی خامنه‌ای، رهبر جمهوری اسلامی ایران: «چه دستهای آلوده به خون بیگناهان و چه مغزهای مفسد و شرارت‌زا که آنان را به این گمراهی کشانده‌اند، از هم‌اکنون آماج قطعی سرکوب و مجازات عادلانه خواهند بود. بدانند که این فاجعه آفرینی پاسخ سختی در پی خواهد داشت باذن الله.» هیئت دولت جمهوری اسلامی، پنجشنبه ۱۴ دی‌ماه ۱۴۰۲ را «عزای عمومی» اعلام کرد. در کرمان نیز سه روز «عزای عمومی» اعلام شد.
علی دایی پیشکسوت فوتبال با انتشار استوری در حساب کاربری خود در اینستاگرام حادثهٔ تروریستی در کرمان را تسلیت گفت.
مسیح علی‌نژاد، از مخالفان حکومت ایران در عین محکوم کردن «هر اقدام تروریستی»، این انفجارها را با اشاره به سانحه هواپیمای اوکراینی «صحنه‌سازی حکومت برای مظلوم‌نمایی» خواند و نوشت: «مقصر اصلی کشتار مردم در مراسم قاسم سلیمانی خود خامنه‌ای است و جمهوری اسلامی که فرزندان سلیمانی قاتل را از مراسم خونبار او دور نگه داشت.»
عبدالله جوادی آملی ضمن همدردی با بازماندگان این حادثه تأکید کرد: 
آنچه می‌تواند زمینه هرج و مرج و نا امنی را فراهم کند کمبود معارف کلامی در مراکز فرهنگی حوزه و دانشگاه از یک سو و دسیسه استکبار جهانی و فتنه صهیونیسم بین‌الملل و برخی از غارتگران سیاسی از سوی دیگر است.
ناصر مکارم شیرازی در پیامی تأکید کرد جنایتکارانی که دستانشان به خون کودکان، زنان و مردان بی گناه آغشته است با این جنایت به دنبال ناامنی در این مرز و بوم‌اند تا شکست‌های خود را جبران کنند. در بخش دیگر این پیام آمده است: اما بدانند که این مردم و همهٔ مسلمانان راستین، به وعدهٔ حقّ الهی یقین داشته و با صبر و استقامت به پیروزی نهایی بر همه دشمنان و بدخواهان خواهند رسید.
جعفر سبحانی این حادثه را به ملت ایران و وابستگان کشته شدگان تسلیت گفت.
حساب توییتری ۱۵۰۰ تصویر تصویرهایی از اینستاگرام کشته‌شدگان را منتشر و آنان را به جریان سرکوب در جمهوری اسلامی ایران منتسب کرد و نوشت: «اینا هم‌وطن ما نیستند، دشمن خونی و قاتل عزیزترین‌های ما هستند.»
علی کریمی بازیکن سابق فوتبال ساعتی پس از این رخداد با گذاشتن یک استوری در اینستاگرام نوشت برای شربت و غذای نذری بری و انتقام سخت نصیبت بشه.

### واکنش گروه‌های اپوزیسیون جمهوری اسلامی
حزب کمونیست ایران انفجارهای کرمان را عملیات تروریستی خواند و آن را قاطعانه محکوم کرد و به بازماندگان قربانیان بی دفاع این واقعه تسلیت گفت. حزب کمونیست کارگری ایران–حکمتیست (خط رسمی) در واکنش به انفجارهای کرمان، در بیانیه ای، هر نوع عملیات تروریستی و کشتار مردم بیگناه را به هر بهانه ای محکوم کرد.

## واکنش‌های بین‌المللی
رهبر کاتولیک‌های جهان با ابراز تاسف عمیق از حادثه تروریستی کرمان گفت: برای بازماندگان اندوهگین هستم.
سید حسن نصرالله در سخنرانی خود در حسینیه مقام «سیده خوله» در بعلبک، با اشاره به این حمله تروریستی، ضمن ابراز تسلیت به مردم ایران، تأکید کرد که خون این شهدا هرگز به هدر نخواهد رفت.
 اتحادیه اروپا این انفجارها را «تروریستی» خواند و شوک آور توصیف کرد و با مردم ایران اعلام همبستگی کرد.
 سازمان ملل متحد: آنتونیو گوترش، دبیرکل سازمان ملل متحد انفجارهای مرگبار روز چهارشنبه در شهر کرمان را محکوم کرد. یک سخنگوی دفتر آنتونیو گوترش، دبیرکل سازمان ملل متحد اعلام کرد که او این انفجارها را «قویا محکوم می‌کند.»
 سازمان ملل متحد: شورای امنیت در بیانیه‌ای «حملات بزدلانه تروریستی» در کرمان را محکوم و تسلیت خود را به خانواده‌های قربانیان و حکومت ایران ارسال کرد.
 مصر: وزارت خارجه این کشور در بیانیه ای انفجارهای تروریستی کرمان را که طی آن شماری از ایرانیان کشته یا زخمی شدند را به‌شدت محکوم کرد.
 فرانسه: وزارت امور خارجه فرانسه، با انتشار بیانیه‌ای تأکید کرد که پاریس حمله تروریستی در کرمان را که تاکنون بیش از صد کشته و زخمی برجای گذاشته است را به شدیدترین وجه محکوم می‌کند.
 آلمان: وزارت خارجه آلمان در بیانه ای آمار بالای تلفات انفجارهای کرمان که در میان آنها کودکان زیادی وجود دارد را دردناک خواند و این اقدام تروریستی را محکوم کرد.
 عربستان سعودی: وزارت امور خارجه عربستان طی صدور بیانیه‌ای حادثه تروریستی عصر چهارشنبه در کرمان را محکوم کرد. عربستان تسلیت، همدردی و همبستگی خود را با ایران در این رویداد دردناک را اعلام نمود.
 قطر: دولت قطر دو انفجار تروریستی کرمان را به شدت محکوم و به خانواده‌های کشته شدگان و دولت و ملت ایران تسلیت گفت و برای مجروحان شفای عاجل مسالت کرد. دولت قطر در بیانیه خود همچنین بر موضع دوحه در رد خشونت و تروریسم و اقدامات جنایتکارانه با هر انگیزه و علتی تأکید کرد.
 امارات متحده عربی: وزارت خارجه امارات در بیانه خود این اقدامات را به شدت محکوم کرد و تمام اشکال خشونت و تروریسم را که هدف آن‌ها بی‌ثبات‌کردن امنیت و ثبات است را رد کرد، اقداماتی که با ارزش‌ها و اصول بشردوستانه ناسازگار هستند.
  سوئیس: وزارت امور خارجه سوئیس با انتشار پیامی در شبکه اجتماعی ایکس بیان کرد که این کشور حملات وحشیانه در کرمان را به شدت محکوم می‌کند.
 عمان: وزارت خارجه سلطنت عمان با صدور بیانیه اعلام کرد که دولت عمان تسلیت خالصانه و همدردی صمیمانه خود را به کشور ایران و خانواده‌های قربانیان دو بمب‌گذاری در استان کرمان ابراز داشته و برای مجروحان این حادثه آرزوی شفای عاجل می‌کند.
 ترکیه: رجب طیب اردوغان، با صدور اعلامیه تسلیت دفتر ریاست جمهوری ترکیه، از حملات «تروریستی» کرمان ابراز تاسف کرد.
انصارالله با صدور اعلامیه‌ای این حمله را محکوم و اینگونه اقدمات را «تحرکات آمریکا و اسراییل برای بی‌ثباتی» نامید.
 روسیه: ولادیمیر پوتین، طی پیامی به علی خامنه‌ای و سید ابراهیم رئیسی، حمله تروریستی در شهر کرمان را به آن‌ها تسلیت گفت.
 پاکستان: وزارت امور خارجه پاکستان، در پیامی خطاب به حسین امیر عبداللهیان، حمله تروریستی کرمان را محکوم و از آن به‌عنوان «حملات غیرانسانی تروریستی» نام برد.
 عراق: دولت عراق با صدور بیانیه‌ای ضمن محکومیت این حمله تروریستی بر آمادگی کشورش برای ارائه انواع کمک‌ها به منظور کاستن از شدت این «اقدام جنایتکارانه و بزدلانه» تأکید کرد.
 ارمنستان: نخست‌وزیر ارمنستان در پیامی به رئیس‌جمهوری اسلامی ایران در ارتباط با فاجعه کرمان تسلیت گفت.
 جمهوری آذربایجان: وزارت خارجه جمهوری آذربایجان: برای مجروحان شفای عاجل آرزو می‌کنیم. (جمهوری) آذربایجان به عنوان کشوری که به شدت از تروریسم رنج می‌برد، همه اشکال و مظاهر آن را محکوم می‌کند.
سید علی سیستانی در پیامی حمله تروریستی را محکوم و با خانواده‌های داغ‌دار ابراز همدردی کرد.
 ایالات متحده آمریکا: سخنگوی وزارت خارجه آمریکا روز چهارشنبه به وقت محلی در نخستین نشست خبری خود در سال جدید میلادی ۲۰۲۴ در جمع خبرنگاران دربارهٔ حملات تروریستی در کرمان ایران گفت: «در مورد انفجارها در ایران باید بگویم ما گزارش‌ها را از نزدیک دنبال کرده‌ایم. ما هیچ اطلاعات مستقلی برای ارائه نداریم. ما با خانواده‌های قربانیان که در این انفجارهای وحشتناک جان خود را از دست دادند، ابراز همدردی می‌کنیم. هنوز برای نتیجه‌گیری در مورد دلیل این انفجارها زود است اما باید بگویم آمریکا هیچ نقشی در این حملات نداشته و هرگونه اظهارنظر برخلاف این امر مضحک است. ما همچنین هیچ دلیلی نداریم که باور کنیم اسرائیل در این انفجار نقش داشته است.»
 جمهوری ایرلند: مایکل مارتین، وزیر امور خارجه ایرلند با انتشار پیامی در شبکه اجتماعی ایکس نوشت: «من بمب‌گذاری امروز در ایران را به‌شدت محکوم می‌کنم، این یک حمله مذموم و کورکورانه بود. تروریسم و خشونت هرگز قابل توجیه نیست. من به مردم ایران و کسانی که عزیزان خود را از دست دادند تسلیت می‌گویم.»
 چین: شی جین پینگ، رئیس‌جمهور چین، با «شوک‌آور» دانستن حملات کرمان تأکید کرد که «چین با همه اشکال تروریسم مخالف است» و «قاطعانه از تلاش‌های ایران برای حفظ امنیت و ثبات ملی حمایت می‌کند.»
 کره شمالی: کیم جونگ اون، رهبر کره شمالی در پیامی به رئیس‌جمهور ایران با ابراز همدردی «مخالفت این کشور با همه انواع تروریسم» را مجدداً تأیید کرد.
 کانادا: وزارت خارجه کانادا، ضمن تسلیت به خانواده‌های قربانیان خواستار تحقیق و تفحص کامل در این مورد برای شناسایی عوامل مسئول در این «اقدام تروریستی» و پاسخگو کردن آنها شد.

## پیامدها
این دو انفجار به فضای واکنشی در میان کاربران ایرانی دامن زد و موج‌هایی در شبکه‌های اجتماعی به راه انداخت. گروهی از کاربران مخالف جمهوری اسلامی مرگ را «حق» شرکت‌کنندگان در مراسم دانستند و به ابراز شادمانی پرداختند، گروهی از حامیان حکومت وعده «واکنش و انتقام سخت» دادند.
حساب‌های کاربری پرسابقه در حمایت از حکومت، که به عنوان «افسران جنگ نرم» شناخته می‌شوند و شواهدی از ارتباط برخی از آنها با نهادهای امنیتی و نظامی ایران وجود دارد، به‌طور گسترده اقدام به انتشار عکس و مشخصات افرادی کردند که به گفته آنها پشت حساب‌های کاربری منتقد قاسم سلیمانی هستند. همزمان موج بازداشت کاربران و صاحبان صفحات مجازی توسط سازمان‌ها و نهادهای اطلاعاتی به راه افتاد.
در ادامه محمد موحدی آزاد، دادستان کل ایران، از دادستانی‌های سراسر کشور خواست تا با کسانی که بعد از انفجارها در فضای مجازی و رسانه‌ای به گفته او «محتوای کذب و خلاف قانون و دارای وصف مجرمانه» منتشر کرده‌اند، «با قاطعیت» برخورد شود. در همان روز انفجارهای کرمان، محمد شجاع، پزشک ساکن بجنورد، با همرسانی عکس کتلت و نوشتن «در آپارتمان ما بوی کتلت پیچیده» بازداشت شد. روز بعد یک نفر در یزد بازداشت شد.